# Kreuzkirche (Heilbronn)

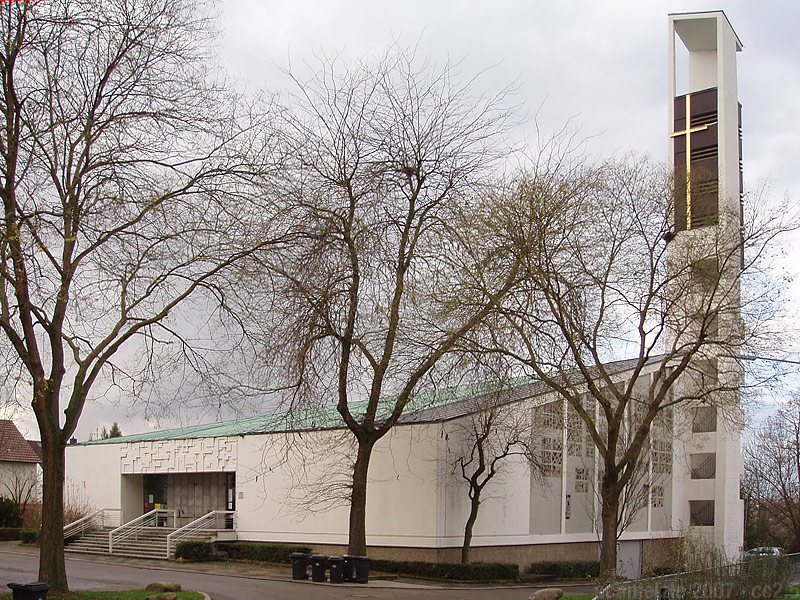
Die Kreuzkirche in Heilbronn

Die  Kreuzkirche war eine der beiden Kirchen der evangelischen Emmaus-Kirchengemeinde im Süden der Stadt Heilbronn. Sie wurde 1964 von der Martin-Luther-Gemeinde errichtet und war von 1965 bis zur Wiedervereinigung der Gemeinden selbstständige Pfarrkirche.

## Geschichte
In den 1950er-Jahren wuchs die Bevölkerung im von der evangelischen Martin-Luther-Kirche betreuten Süden Heilbronns stark an. Es entstand der Wunsch nach einer eigenen Kirche mit Kindergarten und Gemeindezentrum nördlich der Sontheimer Straße. Die Martin-Luther-Gemeinde begann ab 1960 mit der Sammlung von Spenden für den Bau. Der Gemeinde stand nur ein relativ kleines Grundstück Am Hohrain 2 zur Verfügung, das außer der Kirche auch noch einen Kindergarten und Gemeinderäume aufnehmen sollte. Nach Plänen von Rolf Krauter unter Mitwirkung des Architekten Fritz Holl entstand ein zweistöckiger Gebäudekomplex, der außer der 350 Personen fassenden Kreuzkirche noch vier Gemeinderäume, eine Küche, den zweigruppigen Hohrain-Kindergarten, zwei Wohnungen und eine Tiefgarage umfasst. Die Kreuzkirche wurde am 6. Dezember 1964 mit einem Festgottesdienst von Landesbischof Erich Eichele eingeweiht. Zum 1. Januar 1965 löste sich dann ein neuer Pfarrbezirk aus der damaligen Heilbronner Martin-Luther-Kirchengemeinde heraus und wurde zur selbstständigen Kreuzkirchengemeinde. Ebenfalls im Januar 1965 wurde der zugehörige Kindergarten eingeweiht. Die Orgel der Kirche konnte im März in Betrieb genommen werden.
Nach 25 Jahren Nutzung wurde die Kirche erstmals umfangreich saniert. Dabei hat man vor allem auf Energiesparmaßnahmen Wert gelegt und neue Fenster eingebaut sowie die Heizung auf Gasbetrieb und Einzelraumregelung umgestellt. Die alte Garderobe wurde zu einer Küche umgebaut und den Lichthof hat man mit einem Glasdach überdeckt. Auch ein Umbau des Kindergartens und eine Renovierung der Orgel fanden statt. 2002 wurde die Heizung nochmals erneuert.
2002 schlossen sich nach sinkenden Gemeindemitgliederzahlen die Martin-Luther-Kirchengemeinde und Kreuzkirchengemeinde wieder zusammen und gaben sich den neuen Namen Emmaus-Kirchengemeinde.
Im November 2020 wurde die Kirche wegen sinkender Mitgliederzahlen der Emmaus-Gemeinde an eine freikirchliche Evangeliumsgemeinde verkauft, zu der überwiegend Menschen aus der ehemaligen Sowjetunion gehören. Seitdem erklingt nach dem üblichen Kirchengeläut eine Melodie (Dies ist der Tag, den der Herr gemacht). Die Orgel und die 6 Glocken wurden herausgenommen. Die Glocken wurden in die Heilbroner Kilianskirche verbracht und dort eingelagert.

## Beschreibung

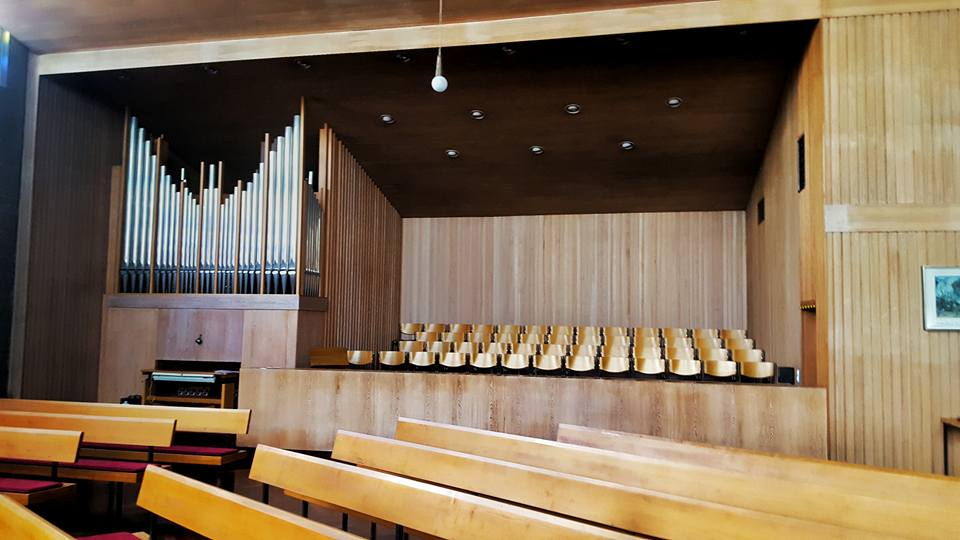
Die Orgel

Über dem Kirchengrundriss in Form eines Rechtecks erhebt sich eine mit Kupfer gedeckte Dachkonstruktion, die an einen abfallenden Hang oder an einen Bergrücken erinnert. Der Kirchturm mit sechs bei der Glockengießerei Bachert gegossenen Glocken erhebt sich hinter dem höchsten Punkt der Dachkonstruktion. Der Altarraum ist in Sichtbeton ausgeführt, die Decke innen aus Holz, der Boden mit Parkett versehen. Tageslicht erreicht den Altarraum durch die vielen Buntglasfenster des Künstlers Peter Jakob Schober, die bis unter die Decke in den Sichtbeton-Seitenwänden eingelassen sind. Ein gusseisernes, mehrfach durchbrochenes Kreuz schmückt den Altarraum. Die direkt im Kirchenraum befindliche Orgel wurde 1999 von der Orgelbaufirma Seifert neu gestaltet.
Als Besonderheit unter den Heilbronner Kirchen weist die Kreuzkirche eine Tiefgarage auf, die jedoch nie als Garage genutzt wurde. Stattdessen hat man darin zunächst ein Möbellager der Diakonie untergebracht, später wurde die Garage als Jugendraum umgebaut.